# Plectris endroedii
Plectris endroedii är en skalbaggsart som beskrevs av Frey 1967. Plectris endroedii ingår i släktet Plectris och familjen Melolonthidae. Inga underarter finns listade i Catalogue of Life.